# Древняя Греция
Дре́вняя Гре́ция, Элла́да (др.-греч. Ἑλλάς) — общее название территорий городов-государств (полисов), население которых составляли в основном древнегреческие племена: эолийцы, ахейцы, ионийцы и дорийцы. Этническая карта Греции оставалась однородной и практически не изменялась на протяжении всей античной эпохи.
В территории, которые входят в понятие «Древняя Греция», Элла́да, учёные включают места расселения древних греков — эллинов в период греческой колонизации, который начинается с рубежа III—II тысячелетий до н. э. (возникновение первых государственных образований на острове Крит) и заканчивается во II—I вв. до н. э., когда греческие и эллинистические государства Восточного Средиземноморья были захвачены Римской республикой и включены в состав Римской средиземноморской державы.
Географические границы в древнегреческой истории не были постоянными, они менялись в разные исторические эпохи, сужаясь или расширяясь по мере исторического развития. Территория Древней Греции занимала юг Балканского полуострова с примыкающими с востока островами Эгейского моря, побережье Фракии, западное побережье Малой Азии и часть острова Кипр в период греческой колонизации VIII—VI вв. до н. э. На востоке в неё входил район черноморских проливов, побережье Чёрного (Причерноморье) и Азовского морей; на юге — побережье Северной Африки (Киренаика, современная Ливия); на западе — Южная Италия, восточная Сицилия; юг Галлии (современной Франции) и северо-восточное побережье Испании.
Период наивысшего экономического, политического расцвета полисного строя пришёлся на Vl — V вв. до н. э. и получил в истории Древней Греции название классического.
Само название древних и современных греков — эллины — перешло на название страны — Эллада (Hellas). Этноним «греки» (др.-греч. Γραικοί, лат. Graeci) происходит из латинского языка и первоначально, по-видимому, относился к одному из племён Северной Греции, что отражено в названиях городов Грея (Γραία) близ древнего города Танагра в Беотии и на Эвбее, был воспринят римлянами, вероятно, от колонистов из эвбейской Греи в Кумах. Профессор лингвистики и индийской филологии Георгиос Хадзидакис утверждал, что «греками» называлось древнее племя, частично переселившееся из города Танагра в Южную Италию (в Кумы). Римляне перенесли название «греки» на весь народ эллинов.

## География

Физическая карта

Территориальное ядро Древней Греции — это южная часть Балканского полуострова (Балканская, или материковая Греция), острова Эгейского моря и западное побережье Малой Азии.
На северо-западе территория граничила с Иллирией, на северо-востоке — с Македонией, на западе омывалась Ионическим (Сицилийским), а на востоке — Эгейским и Фракийским морями и включала три региона: Северную Грецию, Среднюю Грецию и Пелопоннес. Северная Греция горным хребтом Пинд делилась на западную (Эпир) и восточную (Фессалия) части. Средняя Греция отграничивалась от Северной горами Тимфрест и Эта и состояла из десяти областей (с запада на восток): Акарнания, Этолия, Локрида Озольская, Дорида, Фокида, Локрида Эпикнемидская, Локрида Опунтская, Беотия, Мегарида и Аттика. Пелопоннес соединялся с остальной Грецией узким (до 6 км) Коринфским перешейком.
Центральной областью Пелопоннеса была Аркадия, которая граничила на западе с Элидой, на юге с Мессенией и Лаконией, на севере с Ахайей, на востоке с Арголидой, Флиунтией и Сикионией. В крайнем северо-восточном углу полуострова располагалась Коринфия. Островная Греция насчитывала несколько сот островов (самые крупные — Крит и Эвбея), образовывавших три больших архипелага: Киклады на юго-западе Эгейского моря, Спорады в восточной и северной его части и Ионические острова в восточной части Ионического моря. Балканская Греция, в основном, гористая страна (её пронизывают с севера на юг два ответвления Динарских Альп) с чрезвычайно изрезанной береговой линией и многочисленными заливами (самые крупные — Амбракийский, Коринфский, Мессенский, Лаконский, Арголидский, Саронический, Малийский и Пагасейский).

## Природные условия
Горные цепи делят Грецию на множество узких и изолированных долин с выходом к морю. Здесь мало обширных плодородных равнин за исключением Лаконии, Беотии, Фессалии и Эвбеи. В древнегреческий период три четверти территории составляли пастбища и только одна восьмая была занята под пахотные земли.
В классический период, несмотря на засушливый климат и каменистые почвы, на 1/1000 территории Земли проживала 1/10 населения. Плотность населения в Беотии, Аттике, Арголиде, Крите, а также колонизированных Сицилии и Кипре, составляла до 100 человек на квадратный километр (по подсчётам А. Валлона, в Лаконике, на 31 400 спартиатов приходилось 220 тыс. илотов, что в любом случае несравнимо с античной Арголидой, Беотией и Аттикой, где плотность населения была намного большей). Эллинистический Кипр был самым густонаселённым регионом на Земле (только в XV веке Фландрия обогнала античный Кипр по плотности населения), Сицилия была самым населённым островом вплоть до X века н. э.
Богатством и разнообразием отличались как флора (дуб, дикий орех, кипарис, каштан, пихта, ель, мирт, лавр, олеандр и прочие), так и фауна (медведи, волки, лисы, кабаны, лани, олени, косули, зайцы; в микенский период в Греции и Испании были истреблены популяции львов и гепардов), но особенно много давало море. Недра таили значительные залежи полезных ископаемых, прежде всего железа (Лакония, многие острова Эгейского моря), а также серебра (Аттика, Тасос, Сифнос), меди (Эвбея), золота (Фессалия, Тасос, Сифнос), свинца (Кея), белого мрамора (Аттика, Парос), тёмно-синей глины (Аттика).

## Периодизация
В исторической науке принято выделять следующие этапы истории Древней Греции:
I Крито-микенская цивилизация (конец III—II тыс. до н. э.): Минойская и Микенская цивилизации. Возникновение первых государственных образований. Развитие мореплавания. Установление торговых и дипломатических контактов с цивилизациями Древнего Востока. Возникновение оригинальной письменности. Для Крита и материковой Греции на этом этапе выделяются различные периоды развития, поскольку на острове Крит, где в то время проживало негреческое население, государственность сложилась раньше, чем в Балканской Греции, подвергшейся в конце III тысячелетия до н. э. завоеванию греков-ахейцев.
1. Минойская цивилизация (Крит):
  1. Раннеминойский период (XXX—XXIII вв. до н. э.). Господство родовых отношений, начало освоения металлов, зачатки ремесла, развитие мореплавания, сравнительно высокий уровень аграрных отношений.
  2. Среднеминойский период (XXII—XVIII вв. до н. э.). Известен также как период «старых», или «ранних», дворцов. Появление раннегосударственных образований в разных уголках острова. Строительство монументальных дворцовых комплексов в ряде регионов Крита. Ранние формы письменности.
  3. Позднеминойский период (XVII—XII вв. до н. э.). Расцвет Минойской цивилизации, объединение Крита, создание морской державы царя Миноса, широкий размах торговой деятельности Крита в бассейне Эгейского моря, расцвет монументального строительства («новые» дворцы в Кноссе, Маллии, Фесте). Активные контакты с древневосточными государствами. Природная катастрофа середины XV в. до н. э. становится причиной упадка Минойской цивилизации, что создало предпосылки для завоевания Крита ахейцами.
2. Элладская цивилизация (Балканская Греция):
  1. Раннеэлладский период (XXX—XXI вв до н. э.). Господство в Балканской Греции родоплеменных отношений в среде догреческого населения. Появление первых крупных поселений и протодворцовых комплексов.
  2. Среднеэлладский период (XX—XVII вв. до н. э.). Расселение на юге Балканского полуострова первых волн носителей греческого языка — ахейцев, сопровождавшееся некоторым снижением общего уровня социально-экономического развития Греции. Начало разложения родоплеменных отношений у ахейцев.
  3. Позднеэлладский период (XVI—XII вв. до н. э.) или Микенская цивилизация. Возникновение раннеклассового общества у ахейцев, формирование производящей экономики в сельском хозяйстве, появление ряда государственных образований с центрами в Микенах, Тиринфе, Пилосе, Фивах и др., формирование оригинальной письменности, расцвет микенской культуры. Ахейцы подчиняют Крит и уничтожают Минойскую цивилизацию. В XII в. до н. э. в Грецию вторгается новая племенная группа — дорийцы; гибель микенской государственности.

II Полисный (XI—IV вв. до н. э.). Этническая консолидация греческого мира. Становление, расцвет и кризис полисных структур с демократической и олигархической формами государственности. Высшие культурные и научные достижения древнегреческой цивилизации.
1. Гомеровский (предполисный) период, «тёмные века» (XI—IX вв. до н. э.). Окончательное разрушение остатков микенской (ахейской) цивилизации, возрождение и господство родоплеменных отношений, их трансформация в раннеклассовые, формирование уникальных предполисных общественных структур.
2. Архаическая Греция (VIII—VI вв. до н. э.)[a]. Формирование полисных структур. Великая греческая колонизация. Раннегреческие тирании. Этническая консолидация эллинского общества. Внедрение железа во все сферы производства, экономический подъём. Создание основ товарного производства, распространение элементов частной собственности.
3. Классическая Греция (V—IV вв. до н. э.). Расцвет экономики и культуры греческих полисов. Зарождение театра и театральных жанров. Отражение агрессии персидской мировой державы, подъём национального самосознания. Нарастание конфликта между торгово-ремесленными типами полисов с демократическими формами государственного устройства и отсталыми аграрными полисами с аристократическим устройством, Пелопоннесская война, подорвавшая экономический и политический потенциал Эллады. Начало кризиса полисной системы и потеря независимости в результате македонской агрессии.

III Эллинистический (IV—I вв. до н. э.). Кратковременное утверждение мировой державы Александра Македонского. Зарождение, расцвет и распад эллинистической греко-восточной государственности.
1. Первый эллинистический период (334—281 до н. э.). Походы греко-македонского войска Александра Македонского, краткий период существования его мировой державы и её распад на ряд эллинистических государств.
2. Второй эллинистический период (281—150 до н. э.). Расцвет греко-восточной государственности, экономики и культуры.
3. Третий эллинистический период (150—30 до н. э.). Кризис и распад эллинистической государственности.

## Крито-микенский период
Ранний этап истории Древней Греции носит название крито-микенский, или эгейский: цивилизации бронзового века (от III до I тысячелетиях до н. э.) на островах Эгейского моря, на Крите, а также на территории материковой Греции и Анатолии получили общее название Эгейской цивилизации, которая, в свою очередь, подразделяется на Крито-микенский период (конец III—II тыс. до н. э.), включающий в себя Минойскую и Микенскую цивилизации.
В III—II тысячелетиях до н. э. возникают первые государства в бассейне Эгейского моря — на острове Крит и полуострове Пелопоннес (города Микены, Пилос, Тиринф). Это были государства монархического типа, подобные древневосточным деспотиям, с разветвлённым бюрократическим аппаратом и сильными общинами.
Толчком к началу исследований английского археолога Артура Эванса на Крите послужили сюжеты древнегреческих мифов о мастере Дедале, что построил в Кноссе для царя Миноса дворец-лабиринт, и о герое Тесее, что победил жителя лабиринта Минотавра и нашёл обратный путь с помощью «нити Ариадны». Микены открыты Генрихом Шлиманом после раскопок в Малой Азии, где он отыскал легендарную Трою.
В конце III — начале II тысячелетия до н. э. самым могущественным было Критское царство — талассократия, которое занимало исключительно выгодное географическое положение и обладало сильным флотом. Критские мастера тонко обрабатывали бронзу, но не знали железа, изготавливали и расписывали керамическую посуду изображениями растений, животных и людей.

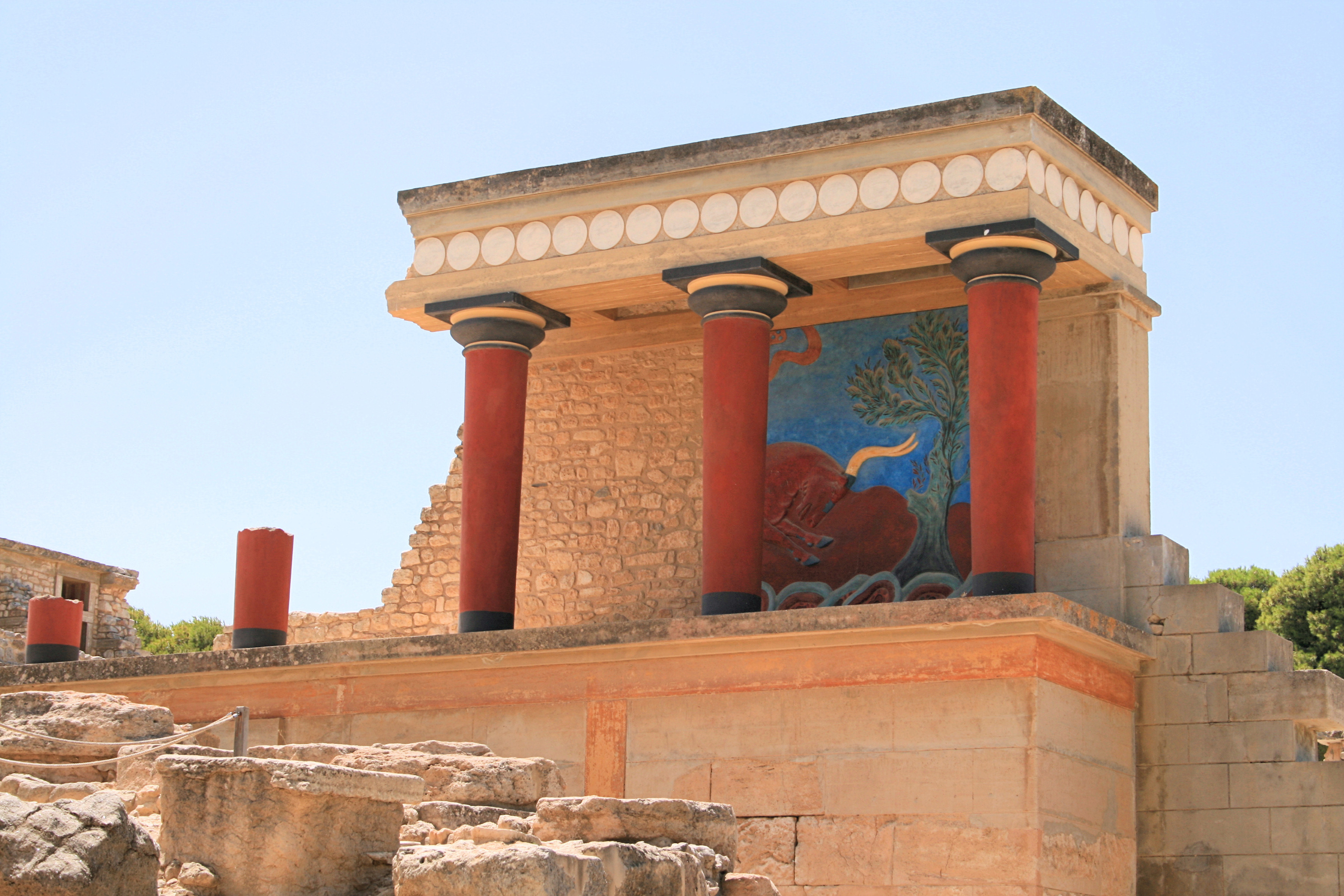
Красная колоннада Кносского дворца

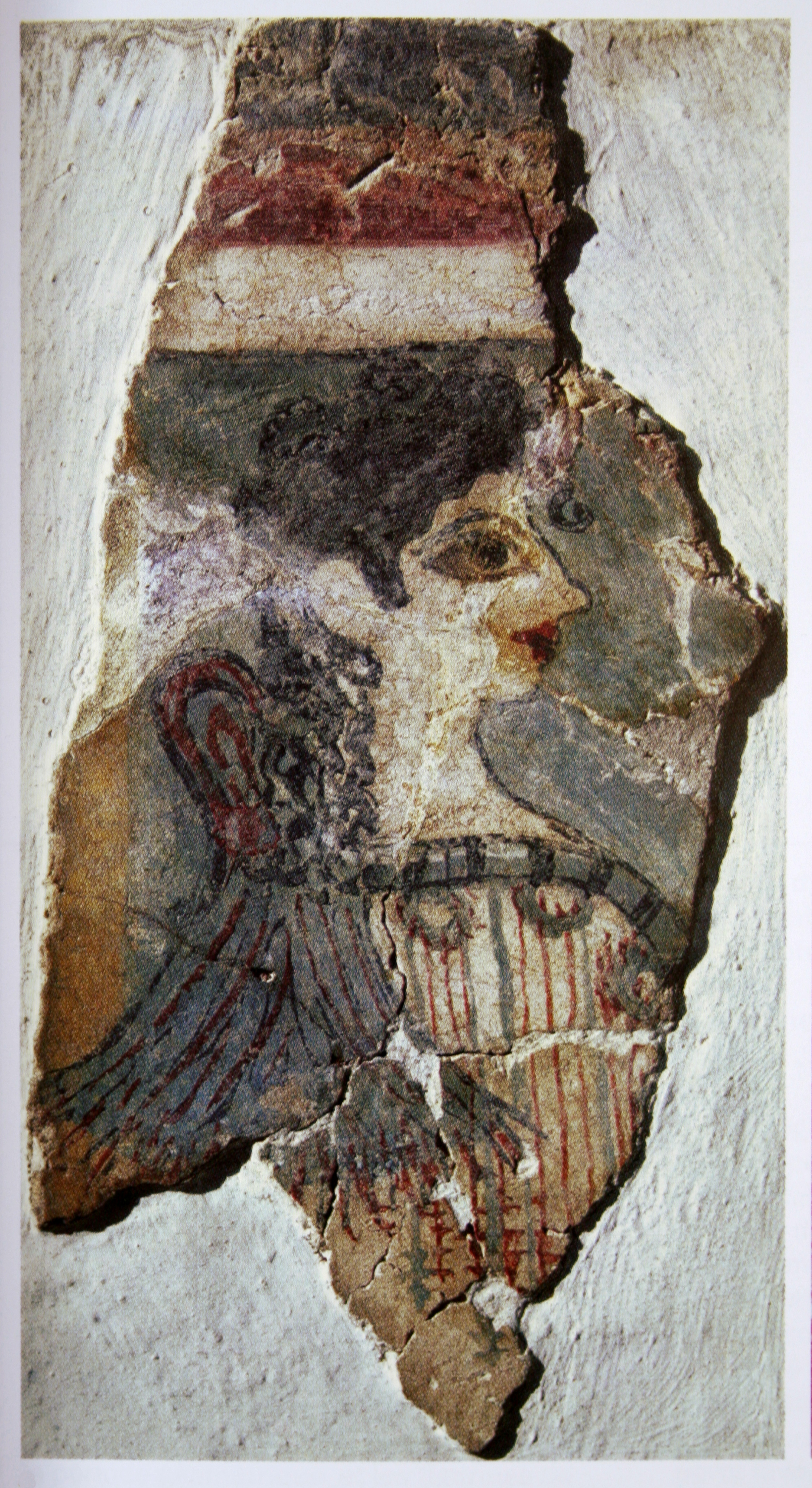
Фреска «Парижанка», датируемая примерно XVI–XV веками до н. э.

По сей день поражают руины царского дворца в Кноссе. Он представлял собой многоэтажное сооружение, большинство помещений которого соединены сложной системой переходов, коридоров, которые никогда не имели внешних окон, а освещались через специальные световые шахты. Во дворце действовала система вентиляции и водоснабжения. Стены украшены фресками. Одна из самых знаменитых — «Парижанка» (в настоящее время в коллекции Археологического музея Ираклиона) — так Артур Эванс назвал изображение молодой женщины с тёмными вьющимися волосами.
Дворец был центром политической и религиозной жизни государства Миноса. Поклонялись критяне богине Деметре, ей служила верховная жрица — дочь Миноса, которую могут изображать большая и малая статуэтки Богиня со змеями. Другие артефакты указывают на то, что в религиозных представлениях центральным был культ быка как олицетворение Посейдона — бога-громовержца (Крит и прилегающие острова часто страдали от землетрясений): крышу дворца украшали монументальные изображения рогов, в виде головы быка изготовляли ритуальные сосуды, на одной из фресок изображена игра акробатов с быком — Таврокатапсия. Кносс был разрушен в результате извержения вулкана на острове Тира, и Крит потерял своё доминирующее положение.
Так с середины II тысячелетия до н. э. центром греческой цивилизации стали Микены, населённые греками-ахейцами. Его окружали мощные оборонительные стены, сложенные из огромных, грубо отёсанных каменных блоков. Главные Львиные ворота украшала треугольная стела с рельефным изображением двух львиц. Генрих Шлиман нашёл также золотую усыпальницу микенских царей — гробницу Атрея, которая представляет собой расположенные по кругу подземные сооружения с купольными сводами. Микены возглавили ахейцев в Троянской войне, воспетой в «Илиаде», которая приписывается авторству Гомера.
Исчезновение микенской культуры в XII веке до н. э. связывают со вторжением с севера Балканского полуострова дорийских племён, среди которых всё ещё господствовал родовой строй. Порабощение дорийцами коренных жителей привело к упадку греческих городов и их культуры, в частности к потере раннегреческой письменности (так называемое критское письмо).

## Полисный период

### Тёмные века

Карта переселения греческих племён на рубеже II—I тысячелетий до н. э.

История Греции после дорийского вторжения начинается практически заново. Снова происходит разложение первобытнообщинных отношений, формирование государственности, возрождение материальной культуры. Этот период длился примерно с XI по IX века до н. э. и называется Тёмными веками, а также гомеровским периодом, поскольку известен прежде всего по поэмам «Илиада» и «Одиссея», приписываемым авторству Гомера. Тёмные века — эпоха натурального хозяйства, поскольку из всех достижений микенцев дорийцы позаимствовали только гончарный круг, технику обработки металла и приёмы кораблестроения, культуру выращивания винограда и оливковых деревьев. Впрочем, дорийцы принесли с собой искусство выплавки и обработки железа, практику использования его не только в качестве украшений, но для изготовления орудий и в военном деле.
В конце гомеровского периода произошло становление дополисной общественной организации.
Также известно, что до IX века до н. э. Грецию населяли племена: эолийцы — Северную Грецию, дорийцы — Среднюю Грецию и восточный Пелопоннес, ионийцы — Аттику, ахейцы, которым удалось сохранить самостоятельность, были вытеснены дорийцами в Аркадию и Ахею. В конце концов важнейшее событие этого периода — начало древнегреческой колонизации островов Эгейского моря и побережья Малой Азии: северные районы заселялись эолийцами, центральные районы (известные как область Иония) — ионийцами, южные — дорийцами.

### Архаический период
Наступление железного века имело огромное значение — металл стал дешёвым и доступным, что способствовало постепенному росту хозяйственной самостоятельности отдельной семьи и ослаблению её зависимости от родовой организации. Отделение ремёсел от земледелия обозначило переход к обмену, производству не только для собственных нужд, но и для рынка, в результате чего активно развиваются города. Поэтому в период VIII—VI веков до н. э. происходит становление полисов — разрозненных мелких суверенных городов-государств, объединённых только общностью языка, религии, культурных традиций, политических и торговых связей. Экономически необходимым становится создание новых колоний и увеличение числа рабов в качестве основной рабочей силы.

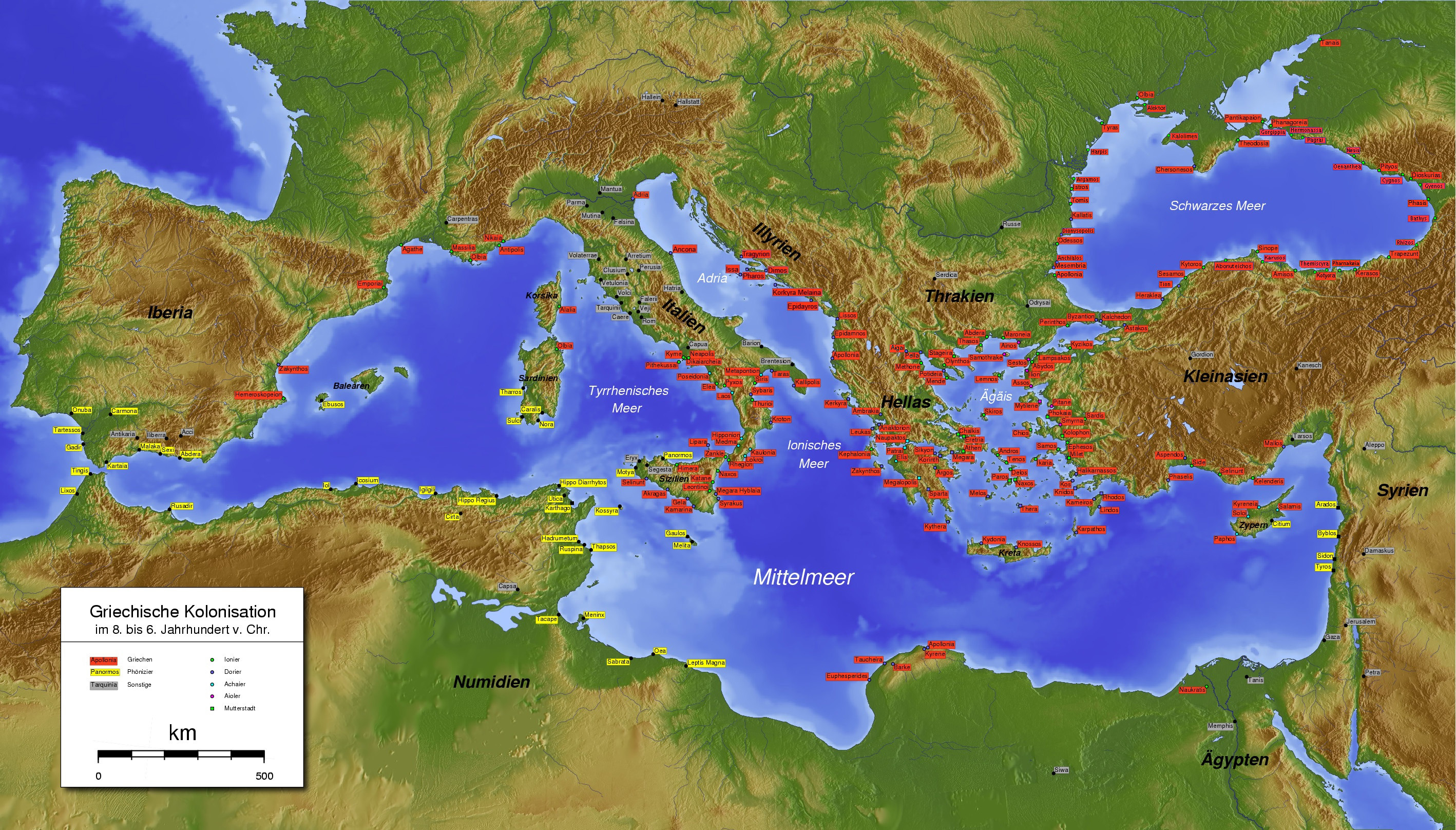
Древнегреческая колонизация в IV в. до н. э.

На VII—VI века до н. э. приходится расцвет греческой колонизации в Средиземноморье и Северном Причерноморье. Только выходцы из Милета основали 70 колоний на побережье Чёрного моря. В то же время в самой Греции Дельфы с оракулом Аполлона и Олимпия с Храмом Зевса и Олимпийскими играми приобрели значение общегреческих религиозных центров наиболее почитаемых богов. Греческая торговля фактически стала международной, имея сбыт и на западных, и на восточных рынках. В Грецию ввозились рабы, сырьё, предметы роскоши, а также продукты питания для все возрастающего населения полисов. У лидийцев в VII веке до н. э. греки заимствовали чеканку монет.
Уже в VI веке до н. э. разворачивается борьба демоса против аристократии, в руках которой была сосредоточена земля. В Афинах архонт Солон ввёл ряд реформ, в том числе отменил долговое рабство, что заложило основы афинской демократии. Однако сопротивление аристократии было настолько упорным, что обуздать его могло только оружие. Так в греческих городах сформировалась особая форма тирании, которая имела целью защиту крестьян и ремесленников: в Коринфе — тирания Кипсела и Периандра; в Афинах — тирания Писистрата и дальнейшие реформы Клисфена, на Самосе — тирания Поликрата, а также тирании городов Сикиона, Милета, Эфеса и т. д.
В конце архаического периода во многих полисах распространяется рабство, независимо от формы организации полиса, в том числе в демократических Афинах. В то же время в олигархической Спарте, на Крите и в Аргосе сохранились определённые черты родового строя, а в общинах Этолии, Акарнании и Фокиде — натуральное хозяйство. На фоне такого многообразия и по политическим, и по экономическим показателям греческие города начинают соперничество, возникает Пелопоннесский союз, возглавляемый Спартой — военный союз городов Пелопоннеса для совместного ведения войн и подавления восстаний илотов.

### Классический период

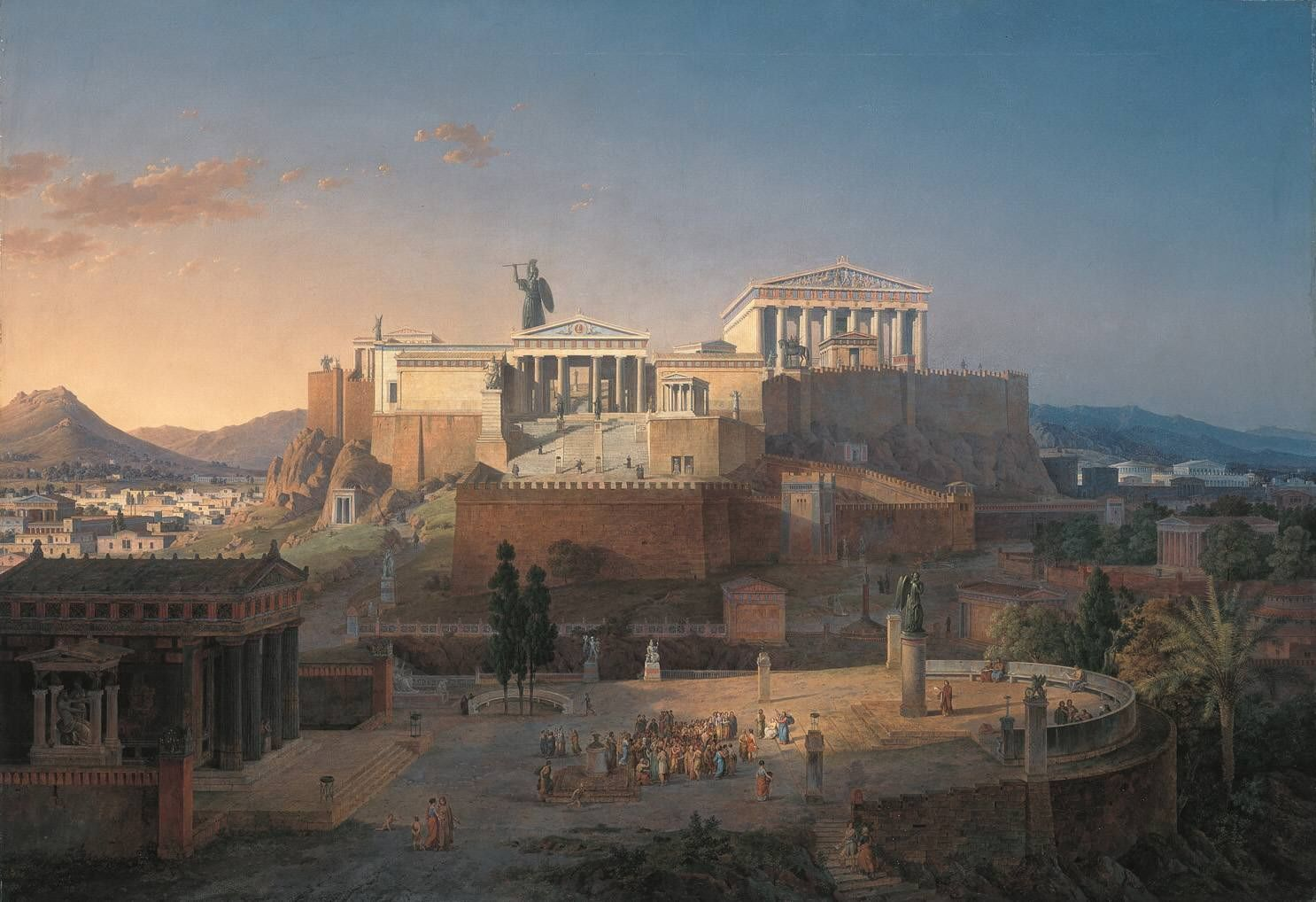
Афинский акрополь, реконструкция Лео фон Кленце 1846 года

Классический период — время наивысшего расцвета древнегреческого общества и культуры, который пришёлся на V—IV века до н. э. Самым влиятельным политическим и культурным центром после победы в греко-персидских войнах стали Древние Афины, которые стояли во главе Делосского союза среди полисов островов Эгейского моря, его западного, северного и восточного побережий. Своего максимального могущества и культурного расцвета Афины достигли, когда во главе государства стал выдающийся политический деятель, полководец, сторонник демократической партии Перикл, который 15 раз избирался стратегом. Этот период известен в историографии как «Золотой век Перикла», хотя он был относительно недолгим.
Перенос казны Делосского союза из Делоса в Афины, взимание платы — фороса — с союзников, ограничение свободной торговли на море, карательные экспедиции, клерухии — все это вызвало у союзников возмущение и желание освободиться от обязательств. Параллельно назревали и конфликты вне союза: экономическая борьба между Афинами и Коринфом в сфере торговли, со Спартой — за главенство в Греции. В 431 году до н. э. началась самая масштабная война в истории Древней Греции — Пелопоннесская война, что закончилась сокрушительным поражением Афин, потерей владений и привилегий, а Спарта установила свою гегемонию.
Нарастал «кризис полиса»: рос внутриполисный антагонизм между бедными и богатыми; прославлялись метэки (чужеземцы в полисе), распространение рабства не давало свободному, но бедному гражданину возможности найти работу по найму, единственным средством существования оставалось ведение войны (поэтому нередко греческие наёмники воевали и в армии персов). Частые междоусобные войны ещё более ослабляли полисы, они уже не были способны защитить своих граждан. В конце 395 года до н. э. вспыхнула Коринфская война, в результате которой Персия навязала грекам унизительный Анталкидов мир, за выполнением которого должна была следить Спарта. Таким образом, она становилась главным врагом, для борьбы со Спартой был создан Второй афинский морской союз. Хотя Фивы победили Спарту при Левктрах, попытка Афин навязать свою волю привела к новой Союзнической войне, и союз распался.
В период слабости греческих полисов начинает своё возвышение Македония. Царь Филипп II Македонский последовательно завоёвывает Фессалию, Фокиду, Халкиду и Фракию. Антимакедонская коалиция, идеологом которой выступал Демосфен, потерпела сокрушительное поражение в битве при Херонее 338 года до н. э. К 337 году до н. э. был создан Коринфский союз греческих государств во главе с Македонией, везде были введены македонские гарнизоны и установлены олигархические режимы.

## Эллинистический период
Новый этап в истории стран Восточного Средиземноморья — этап эллинизма — начинается с походов Александра Македонского (IV век до н. э.) и заканчивается завоеванием эллинистических государств Древним Римом в I веке до н. э. (последним был захвачен Египет). Македония, завоевав Грецию, полностью восприняла её культуру, поэтому после победоносных походов Александра Македонского древнегреческая культура распространяется в завоёванных восточных странах. В свою очередь, покорённые народы были носителями собственной древней культуры и сами влияли на античную культуру.
Битва при Херонее и завоевания греко-македонской армии на востоке под командованием Александра Македонского открыли период эллинизма. Империя Александра распалась сразу после его смерти в 323 до н. э. Долгая борьба диадохов и их преемников — эпигонов — привела к созданию ряда самостоятельных эллинистических государств (крупнейшими из них были монархии Селевкидов, Птолемеев и собственно Македония). Для Греции эллинистического периода характерно преобладание государств и союзов военизированного типа (Македония, Ахейский союз, Этолийский союз, некоторый период — Спарта), которые продолжали оспаривать господство в Греции.

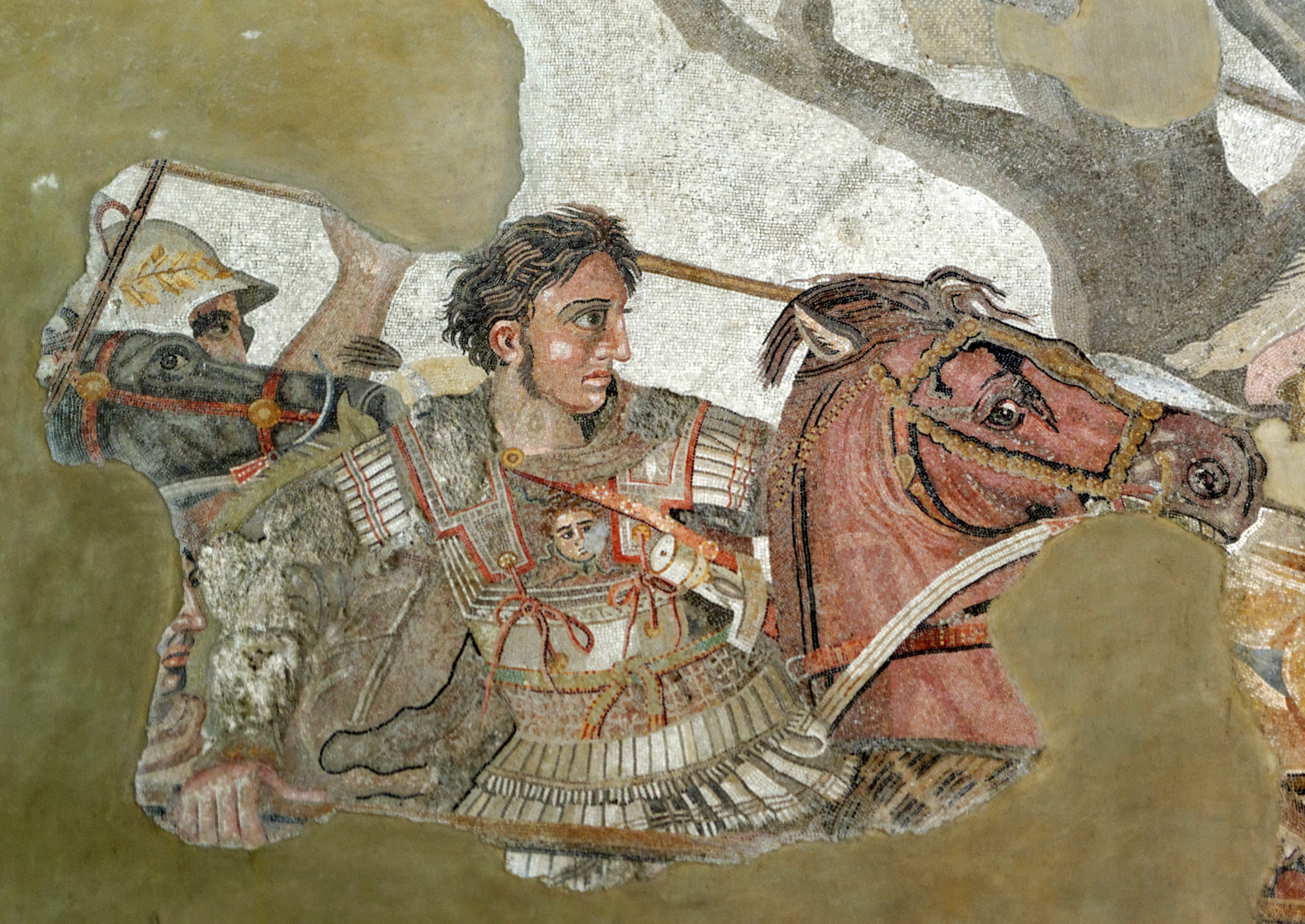
Фреска «Мозаика Александра», изображающая битву при Иссе: Александр Македонский на своём коне Буцефале

В большинстве государств при власти находились олигархия или цари. Борьба государств во главе с Афинами против Македонии после смерти Александра (Ламийская война) закончилась победой Македонии и расправой с греческими демократами. После вторичного поражения в Хремонидовой войне (267—261 годы до н. э., названа в честь афинского полководца Хремонида) Афины были разгромлены, став полностью зависимыми от Македонской монархии. Однако Македония не смогла восстановить свою власть над всем Балканским полуостровом. Против неё боролись два новых мощных союза — Ахейский (восстановлен около 280 до н. э.) и Этолийский (создан около 320 до н. э.).
Ахейский союз охватывал большую часть Пелопоннеса (кроме Спарты, которая вошла в союз после 192 до н. э.) и крупнейшие города (Сикион, Коринф, Мегары). В Этолийский союз, кроме Этолии, входили районы Средней Греции (кроме Афин), южная Фессалия и некоторые другие города. Борьба преемников Александра, а позже Македонии и двух союзов за власть в Греции привела к массовому разрушению городов, продаже греков в рабство, заселению центров новыми колонистами. Опустошали греческие города и пираты, которых использовали этоляне, продавая им в рабство жителей захваченных городов (из одной только Лаконики было продано до 50 тысяч человек). Результатом борьбы были медленная агония городов, разорение средних слоёв, рост бедноты, волнения которой становились обычным явлением (в Коринфе, Аргосе, Милете).

## Римское завоевание
После поражения, нанесённого римлянами Македонии в битве при Киноскефалах (197 до н. э.), римляне постоянно вмешивались во внутренние дела греков, поддерживая олигархические слои против демократии. Летом 196 г. до н. э. римский полководец Тит Квинкций Фламинин провозгласил на Истмийских играх «свободу» греков, вера в которую на короткий срок сделала Рим популярным в Греции. С этого времени Греция постоянно находилась под римским влиянием. Македония потеряла политическое значение, а в 148 году до н. э., после подавления восстания Андриска, была преобразована вместе с Илирией и Эпиром в римскую провинцию. Этолийский союз римляне распустили. В 146 году до н. э. был разгромлен и Ахейский союз. Таким образом вся Греция оказалась под властью Рима.
Греция была превращена в римскую провинцию Ахайя (кроме Афин, которые номинально считались свободным городом). После 395 года Греция составила центр Византии — Греческой империи.

## Культура Древней Греции

### Мифология

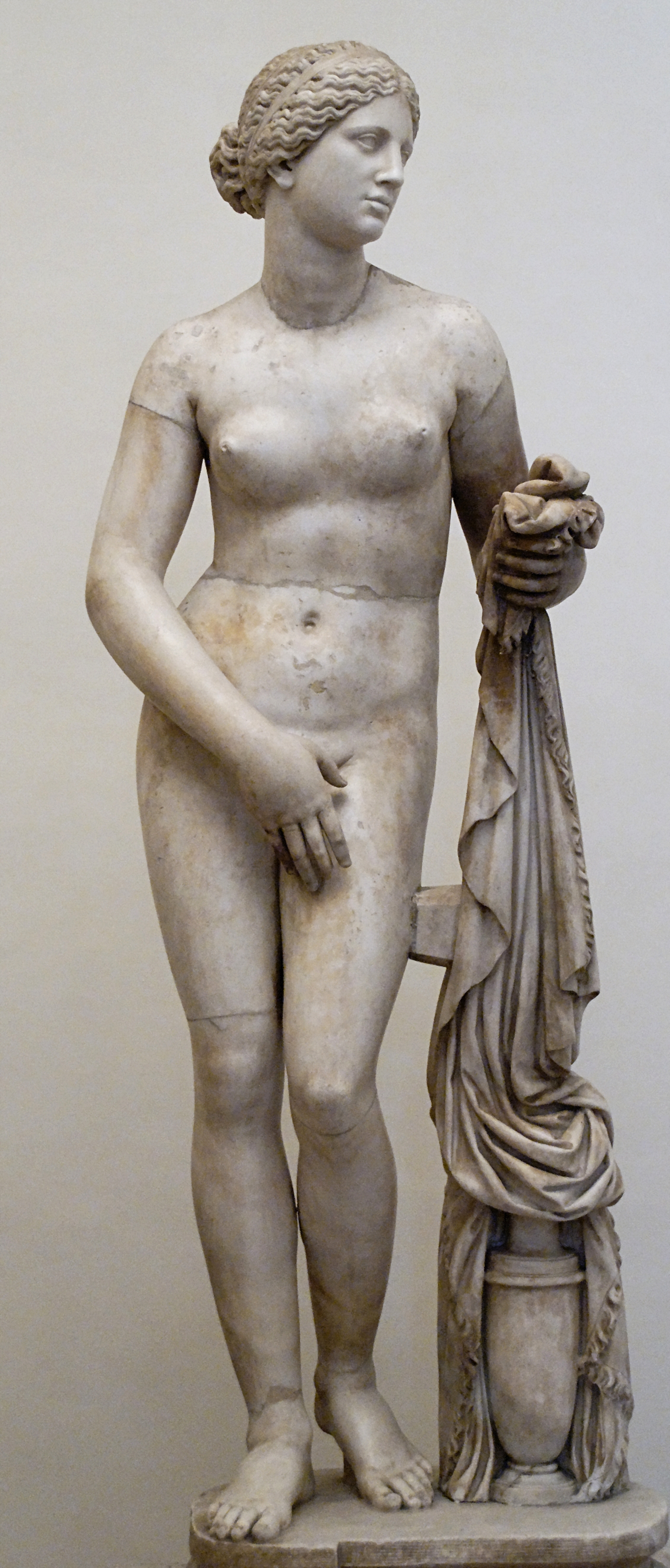
Афродита Книдская

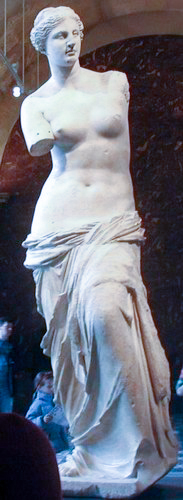
Венера Милосская

Объединяющую, формообразующую роль для всей древнегреческой культуры играла мифология. Она начала складываться ещё в крито-микенский период. Древнейшими были божества, что воплощали силы природы. От союза Геи — земли и Урана — неба появились титаны, старшим был Океан, младшим — Кронос. По мифологии Кронос решил отомстить своему отцу за то, что он заточил его братьев титанов в тартаре. Пока Уран спал, Кронос нанёс ему тяжёлый удар и стал царём всех богов. Дети Кроноса — боги во главе с Зевсом в жестокой схватке с титанами одержали победу и разделили власть над миром.
Гора Олимп считалась жилищем двенадцати верховных богов во главе с Зевсом. Громовержец Зевс стал царём богов и людей, Посейдон — морей, источников и вод, Аид — мрачного подземного царства. Гера — жена Зевса — была покровительницей брака и семьи, сестра Зевса — Деметра — богиней плодородия, другая сестра — Гестия — покровительницей дома. Дочь Зевса — Афина почиталась как богиня войны и мудрости, она покровительствовала знаниям и ремёслам.
Согласно мифу, Афина появилась из головы Зевса в полном боевом облачении — в шлеме, с щитом и копьём в руках. Богом войны был Арес. Гермес — сначала бог скотоводства и покровитель пастухов, позже почитался как вестник олимпийских богов, покровитель путешественников, купцов, бог торговли, изобретатель меры и пастушьей флейты. Артемида сначала была богиней плодородия и покровительницей животных и охоты, богиней Луны, позже она стала покровительницей женского целомудрия и рожениц. Аполлон — брат Артемиды, божество солнечного света, образования, медицины, искусства, что воплощается его спутницами — девятью музами. Ещё одна дочь Зевса — Афродита, что родилась из пены морской возле острова Кипр, богиня любви и красоты.
Из античных изображений Афродиты самые известные: Афродита Книдская работы Праксителя (IV век до н. э.) и Венера Милосская (II век до н. э.), которые находятся в парижском Лувре. Мужем Афродиты был бог-кузнец Гефест. Дионис — самый весёлый среди богов, покровитель виноградарей и виноделов, ему посвящались особые празднества в конце сельскохозяйственного года — дионисии. Кроме олимпийских богов существовало множество других (преимущественно — местных, локальных) богов, которые имели свои функции.
Боги в представлении греков обладали человеческим обликом, человеческими желаниями, мыслями, чувствами, даже человеческими пороками и недостатками. Они строго наказывали тех, кто пытался приблизиться к ним по красоте, уму и могуществу. Особое место занимает миф о титане Прометее — защитнике людей от произвола богов. Прометей похитил с Олимпа огонь и передал его людям, за что Зевс приковал его к скале и обрёк на вечные муки. Кроме мифов о богах существовали легенды о героях, самым любимым из которых был Геракл, который совершил двенадцать великих подвигов. Мифы и легенды о богах и героях складывались в целые циклы, ставшие в дальнейшем источником сюжетов для литературы, драматургии и скульптур.
Параллельно с мифологией развивалась культовая практика — жертвоприношения и молитвы, которые проходили в храмах. Каждый город имел бога-покровителя. Афина считалась покровительницею Афин. Олимпия была центром поклонения Зевсу, которому посвящались здесь спортивные Олимпийские соревнования. Место главного святилища Аполлона — Дельфы, где находился известный дельфийский оракул, жрец Дельфийского храма (оракул — место в святилище, где получали ответ божества на заданный вопрос, или именно прорицания божества), (как считали греки здесь находился отмеченный особым камнем центр Земли), который за свои предсказания получал определённую оплату.
Человечные, проникнутые гармонией образы греческой мифологии, стали почвой для развития древнегреческого искусства. Мифология древних греков осуществила решающее влияние на формирование древнеримской мифологии и религии. В эпоху Возрождения она была активно включена в европейский культурный процесс. До сих пор к ней не ослабевает и научный, и познавательный, и эстетический интерес.

### Наука
Уже в древнегреческой мифологии было отчётливо видно стремление дать всеобъемлющую картину мира, найти объяснение всему сущему. Те же поиски, но уже на другом мировоззренческом уровне, были продолжены учёными Древней Эллады. Именно в античной культуре наука впервые в истории человечества выделяется в самостоятельную сферу. Есть все основания вести речь не просто о накоплении научных знаний (что находились, как правило, в руках жрецов), а о развитии профессиональной науки.
Непреходящее значение имеет античная философия. В Древней Греции зарождается философия как научная теория, развивается система понятий, ставятся и получают своё оригинальное решение основные философские проблемы. Одним из важнейших достижений древнегреческой философии является разработка космологических вопросов — о происхождении Вселенной, о природе человека.
Традиция считает Фалеса первым греческим философом, астрономом и математиком. Он совершил дальние поездки для получения знаний. Его именем открывается перечень «семи мудрецов», ему приписывают много крылатых фраз: «Познай самого себя», «Больше всего пространство, потому что оно все в себе содержит», «Сильнее всего необходимость, потому что она имеет власть над всем», «Мудрее всего время, потому что оно все открывает». Первоосновой всего сущего Фалес считал воду — «умную и божественную». Фалес стоит у истоков в демифологизации мира: Зевса он считал мировым разумом, богов — действующими в мире силами. Фалес стал основателем стихийно-материалистической школы философии.
Наиболее видными представителями этой школы были Анаксимандр, который дал первые формулировки сохранения материи; Анаксимен, согласно учению которого все сущее происходит из первоматерии — воздуха — и обратно в неё возвращается; Демокрит, отстаивавший атомистическую («атомос» — неделимый) концепцию строения мира. В становлении диалектики огромную роль сыграл Гераклит, в постановке и глубокой разработке социально-этических проблем — Сократ. Его ученик Платон стал основоположником философской школы объективного идеализма, одним из крупнейших философов всех времён.

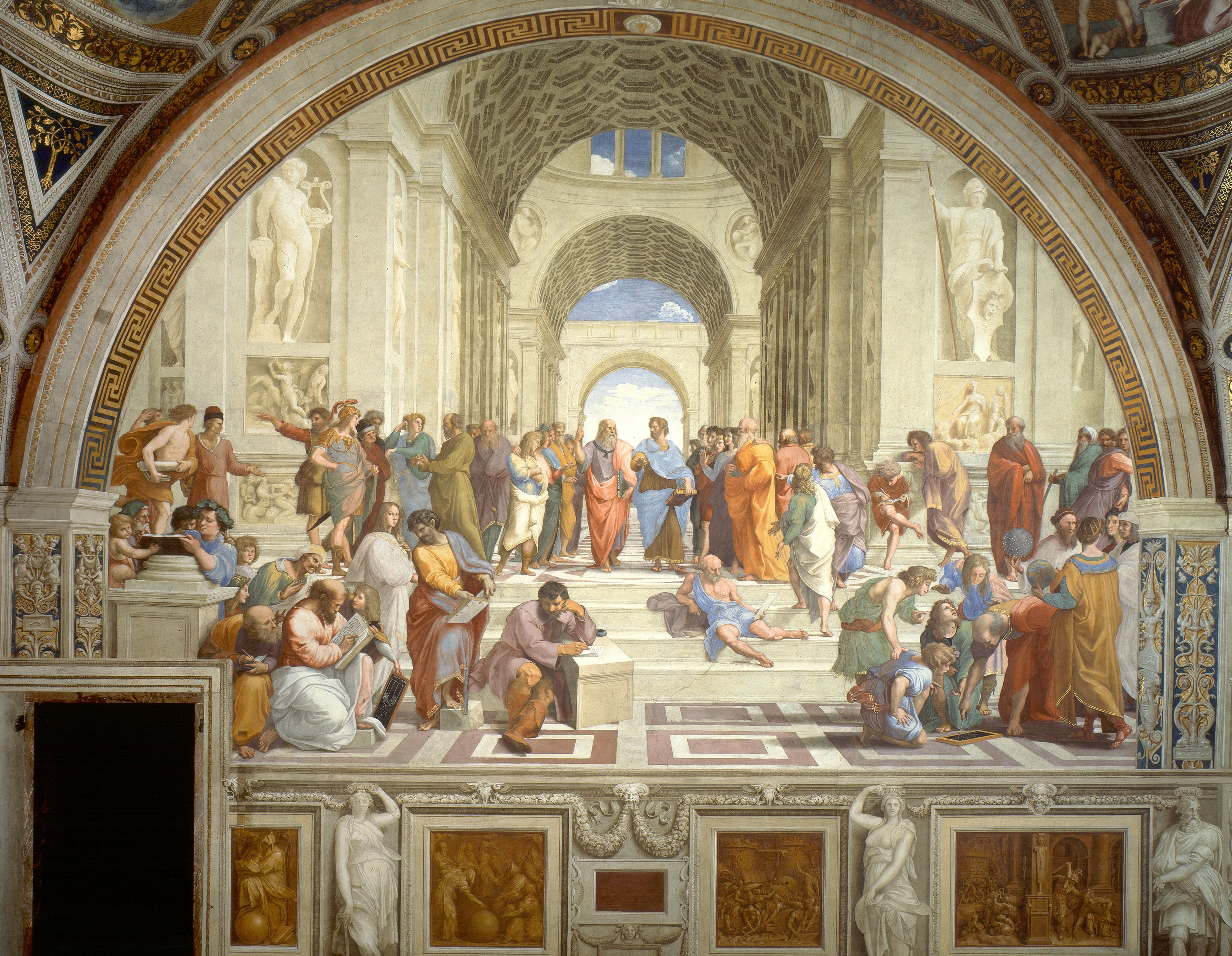
Фреска «Афинская школа», Рафаэль Санти

Аристотель — самый знаменитый философ в истории человечества, в своём учении попытался соединить сильные стороны взглядов Демокрита и Платона, оказал огромное влияние на философские направления Средневековья и Нового времени.
Отличительной чертой философских произведений эллинистического времени, когда разорвался довольно замкнутый мир греческих полисов, является усиление внимания к отдельному человеку и его проблемам. Философия Эпикура своей задачей видела освобождение человека от страха перед смертью и судьбой, он отрицал вмешательство богов в жизнь природы и человека, доказывал материальность души. Жизненным идеалом философской школы стоицизма были невозмутимость и спокойствие, которые должен сохранять человек в противовес изменяющемуся миру. Основной добродетелью стоики считали понимание (то есть знание того, что есть добро и зло), мужество и справедливость.
Историческая наука Древней Греции прежде всего ассоциируется с именем Геродота. Он много путешествовал: посетил Малую Азию, Древний Египет, Финикию, разные города балканской Греции, побережье Чёрного моря, где собирал, в частности, сведения о скифах. Главный труд Геродота — «История», которая посвящена важнейшему политическому событию греческой истории — греко-персидским войнам. Несмотря на то, что «История» не всегда отличается целостностью и полной научностью, факты, которые приводятся в ней, преимущественно достоверные. Именно Геродот даёт первое в античной литературе системное описание жизни и быта скифов.
Довольно рано стали обобщаться медицинские знания. Верховным покровителем медицины, богом-целителем считался один из олимпийских богов — Аполлон. Богом собственно медицины стал Асклепий, причём немало учёных сейчас считают, что у этого мифологического персонажа был исторический прообраз, реальный искусный врач. В Греции сложилось несколько научных медицинских школ, самые известные — Книдская (город Книд) и Косская (на острове Кос). Представителем последней был Гиппократ, живший в классическую эпоху. Его рассуждения о причинах болезней, о четырёх темпераментах, о роли прогноза при лечении, о морально-этических требованиях к врачу осуществили большое влияние на дальнейшее развитие медицины. Клятва Гиппократа и сегодня является моральным кодексом врачей всего мира. Первый систематический учебник по анатомии животных составил Диокл. Крупными медицинскими центрами были города Великой Греции, наиболее ярким представителем которой был Филистион.
Эпохой успешного развития науки был эллинизм. Для этого этапа характерно успешное развитие многих новых научных центров, особенно в эллинистических государствах на Востоке. Синтезом накопленных к тому времени математических знаний можно считать труд Евклида, жившего в Александрии, «Элементы» (или «Начала»). Изложенные в нём постулаты и аксиомы, дедуктивный метод доказательств на протяжении веков служили основой геометрии. С именем Архимеда из Сиракуз на острове Сицилия связано открытие одного из основных законов гидростатики, начало исчисления бесконечно больших и малых величин, ряд важных технических изобретений. Пергам стал центром изучения греческой филологии, здесь Дионисий Фракийский создал первую грамматику.
На основе трудов вавилонских учёных получила дальнейшее развитие астрономия. Так, например, Селевк Вавилонский пытался обосновать положение, что Земля и планеты вращаются вокруг Солнца по круговым орбитам. Походы Александра Македонского значительно расширили географические представления. Дикеарх составил карту мира. Эратосфен из Кирены вычислил длину экватора Земли, получив результат, близкий к правильному (при этом учёный исходил из гипотезы о шарообразной форме Земли). Изучались вулканические и метеорологические явления, были открыты муссоны и их практическое значение. Заметно продвинулось изучение человека. Герофил обнаружил нервы и установил их связь с мозгом, он же высказал предположение, что с мозгом связаны умственные способности человека. Эрасистрат изучал анатомию сердца, получили развитие исследования ветеринарной медицины, крупный вклад в фармакологию сделали Зопир и Филон Тарсийский.
Крупнейшим научным центром эллинистического мира были Александрийский мусейон и библиотека Александрии, которая насчитывала более полумиллиона книг. Сюда приезжали работать выдающиеся учёные, поэты, художники со всего Средиземноморья.

### Образование

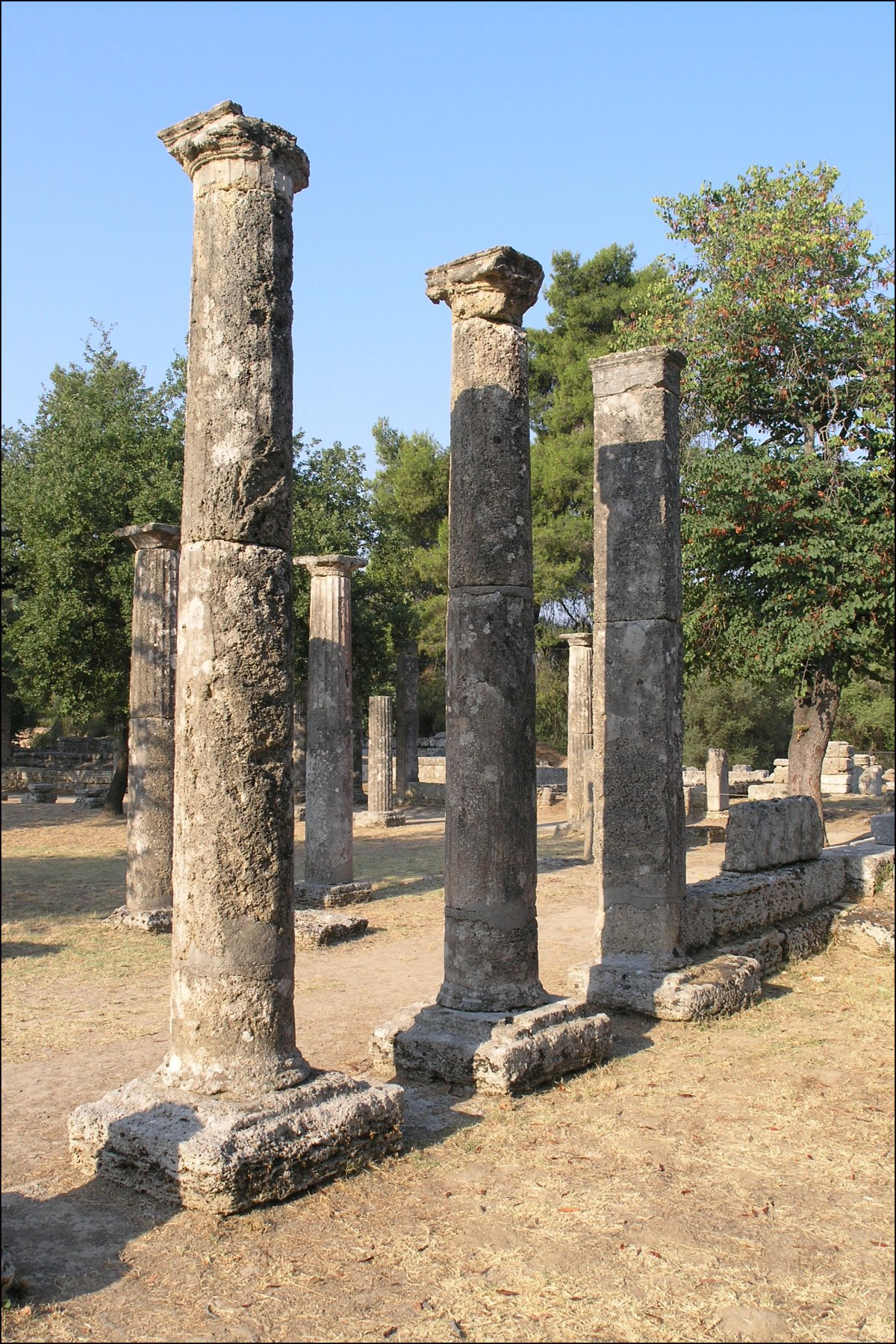
Гимназия (палестра) в Олимпии

В ходе развития античной духовной культуры постепенно вырабатывается идеал человека, который предполагает гармонию, сочетание физической и духовной красоты. С этим идеалом соотносилась вся система воспитания и образования, уникальная для своего времени. Именно в полисах Эллады впервые в истории встала задача обучения детей всего свободного населения (речь шла прежде всего о мальчиках). Причём внимание обращалось как на приобретение научных знаний, так и на физическое развитие, на усвоение морального кодекса свободного гражданина.
Существовали частные и государственные учебные заведения. На структуре образования сказывались политические различия между полисами. В признанном центре просвещения — Афинах — с их демократическим республиканским строем оформилась следующая система обучения. Первые школьные законы были составлены древнегреческим поэтом и государственным деятелем Солоном. В них было предусмотрено, что школьный учитель должен время от времени сдавать экзамены, чтобы подтвердить своё право учить других. Занятия в школах проводились только при дневном освещении. Если отец не отдавал сына в школу, то сын мог не поддерживать отца в старости. Школьный учитель обязательно показывал детям основные гимнастические упражнения, которым будут обучать в гимназии. Среди афинских учителей проводились соревнования в декламации и различных видах атлетики.
После домашнего воспитания мальчики с семи лет начинали учиться в низшей школе, которая называлась дидаксалейон (от греческого «дидактикос» — обучающий). Здесь обучали грамоте, литературе, начиная с Гомера, музыке, арифметике, рисованию. Более углублённое изучение предметов с дополнением начал астрономии и философии продолжалось на втором уровне начальных училищ — грамматической школе (от 12 до 15 лет). Обучение физической культуре велось одновременно, в специальном комплексе — палестре. Все эти типы учебных заведений в Афинах принадлежали частным лицам. Но афиняне учили за государственные средства тех детей, родители которых погибли на поле боя, защищая Отечество.
Завершалось общее образование в гимназии, где юноши 16-18 лет совершенствовались в науках, в число которых входили риторика, этика, логика, география, а также в гимнастике. Гимнасиями ведало государство, для них строились монументальные здания. Состоятельные граждане считали за честь занять выборную должность руководителя гимнасия, несмотря на то, что она была связана с большими личными расходами. Гимназии были центрами интеллектуальной жизни полиса, в Афинах их было несколько. При каждой гимназии обязательно существовала библиотека. Наиболее прославилась Платоновская академия, где вёл беседы со своими учениками Платон, и Ликей, основанный Аристотелем. После гимнасия можно было стать эфебом — учеником высшего учебного заведения, которые в полисную эпоху были военными, а в эллинистическую коренным образом изменились и стали гражданскими. Своеобразной формой высшего образования можно считать кружки, которые группировались вокруг крупных учёных.
В Спарте контроль государства над развитием личности был достаточно жёстким. По преданию, новорождённых осматривали члены герусии (городского совета старейшин) и отбирали только здоровых детей. Слабых и болезненных сбрасывали в пропасть Тайгетского хребта. Существовала система государственного школьного обучения, обязательная для каждого спартанца от 8 до 20 лет. Учились в школах, в отличие от Афин, и мальчики, и девочки, но в Спарте ребёнка отрывали от семьи. Ребят, начиная с 12 лет, делили на отряды, во главе каждого отряда находился прен (самый старший и наиболее авторитетный мальчик). Основными элементами обучения были: охота, религиозные и военные танцы, разнообразные физические упражнения. Умственное развитие было личным делом каждого спартанца.

### Литература

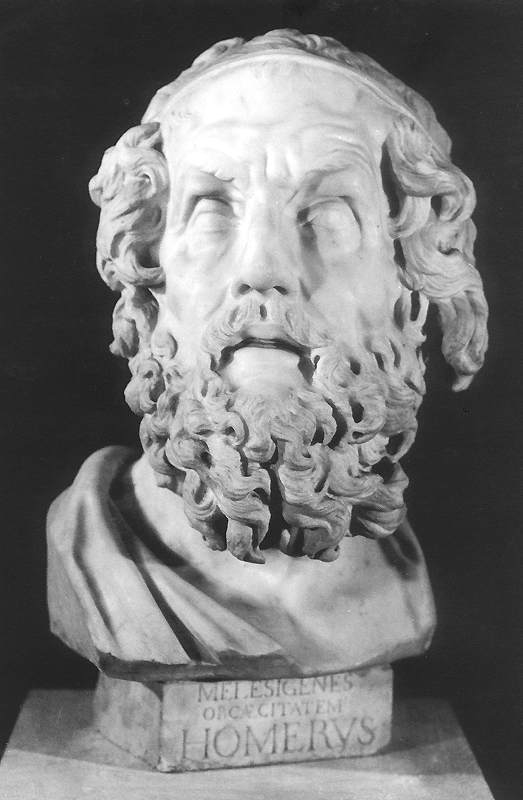
Гомер, которому приписывается авторство «Илиады» и «Одиссеи»

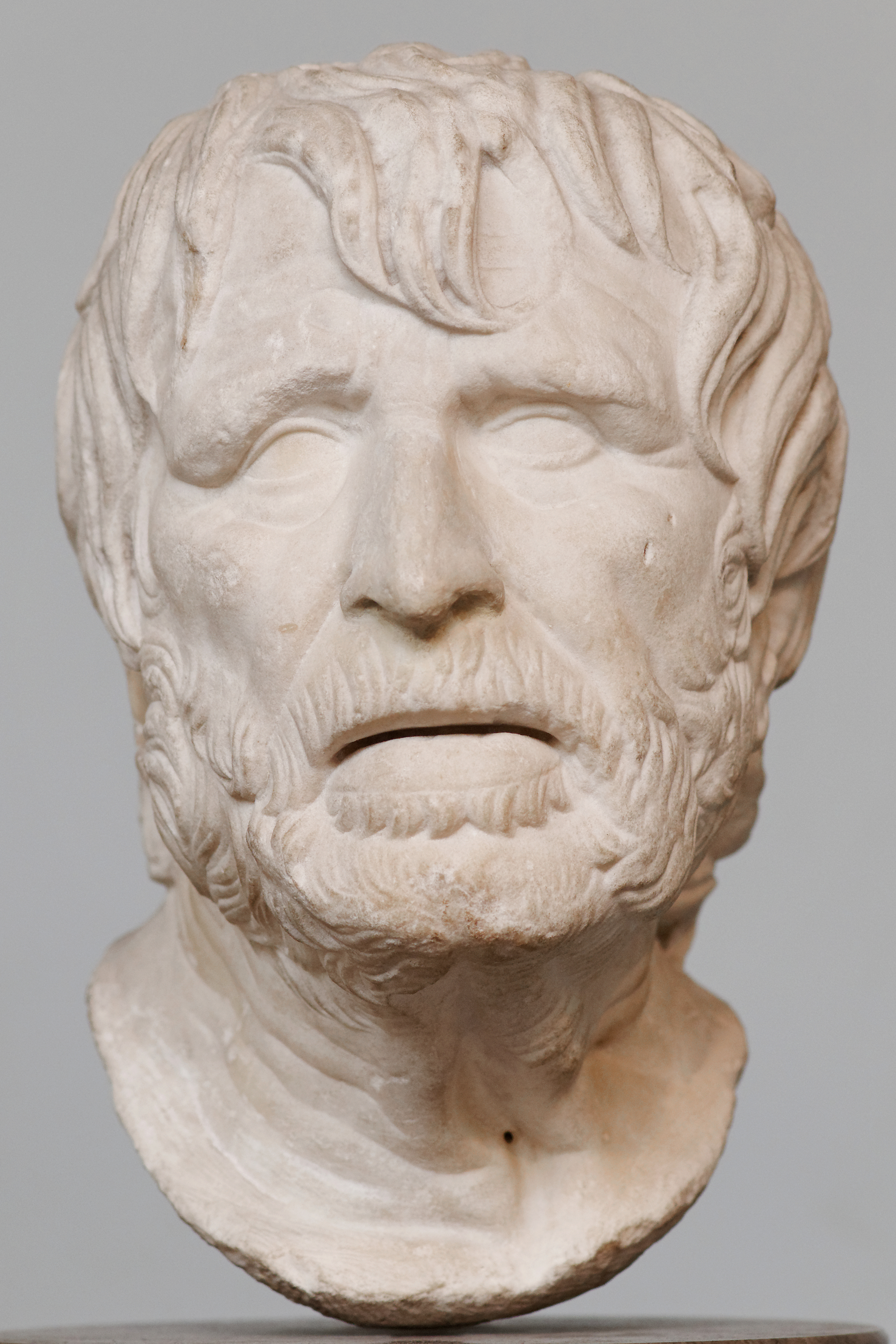
Гесиод — первый известный древнегреческий поэт

## Искусство Древней Греции

### Драматургия и театр

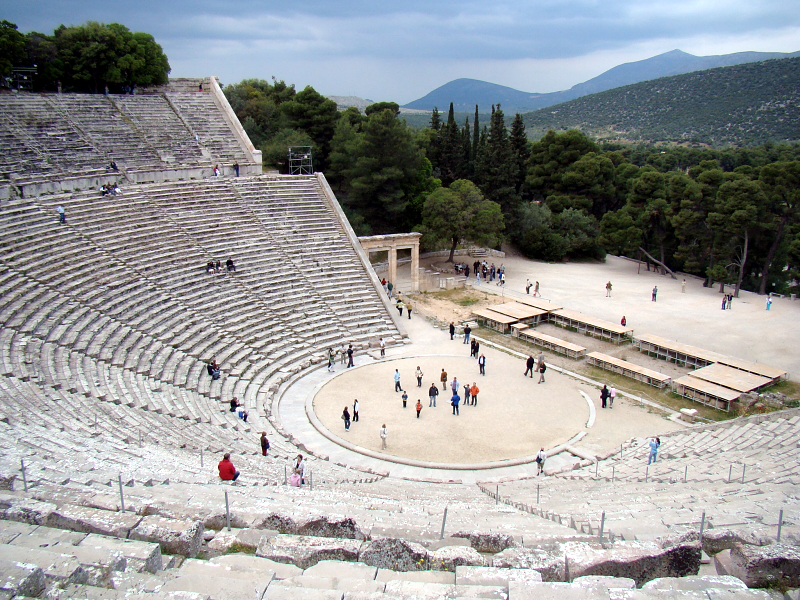
Театр в Эпидавре

Возникновение древнегреческого театра связано с праздниками в честь бога виноградарства Диониса — дионисиями. Участники процессий надевали козьи шкуры, пели и танцевали (слово «трагедия» в переводе с греческого — «песнь козлов»). На историческое происхождение театра указывает обязательное участие в трагедиях хора, с которым сначала вступал в диалоги единственный актёр, позже количество актёров увеличилось до трёх. Совместившись с литературной традицией, театр в классическую эпоху из религиозных, народных представлений превратился в самостоятельный вид искусства. Театрализованные представления стали неотъемлемой частью государственных праздников — Дионисий и Леней. Для них строили грандиозные каменные театры, рассчитанные на тысячи зрителей (театр Диониса в Афинах, лучше других сохранился амфитеатр в Эпидавре).
Городские власти находили хорега (человека, который обеспечивал финансирование), отбирали постановки и на своё усмотрение определяли порядок показа комедий и трагедий. Бедные люди получали деньги на входной билет. Актёрами были исключительно мужчины, они играли в особых масках. Маски отражали характер и настроение изображаемого персонажа. Постановщиком был сам поэт. После окончания спектаклей, продолжавшихся несколько дней с утра до вечера, специальные судьи определяли лучших и вручали призы в виде денежной премии драматургу и хорегу, лавровой ветви и памятника в честь хорега.
Наиболее прославленными драматургами были трагики Эсхил, Софокл и Эврипид. Эсхил написал 90 пьес, 13 раз он побеждал в драматических соревнованиях. Его историческая пьеса «Персы» прославляет победу греков в войне с захватчиками. Сам Эсхил принимал участие в крупнейших сражениях. Большинство древнегреческих пьес используют мифологические сюжеты, которые авторы вольно интерпретировали, выражая собственные взгляды. Эсхил в «Прометее прикованном» восхищается мужеством и свободолюбием титана. У Софокла появляется психологическая мотивировка поступков героев. Например, в «Антигоне» главная героиня жертвует собой, но выполняет нравственное обязательство: вопреки запрету царя прячет погибшего брата. Именно в этой трагедии звучит хор со знаменитым рефреном: «в мире много сил великих, но сильнее человека нет в природе ничего». Большинство драматических произведений утрачены. Полностью сохранилось лишь семь пьес Эсхила, семь — Софокла (написано 123, из них 24 — победили на соревнованиях), чуть больше — 17 Эврипида. Эврипид жил уже в эпоху кризиса, гражданских войн, внешней опасности, что нарастала со стороны Македонии. Все это и отразилось на его творчестве («Медея», «Ипполит»), Аристотель называл Эврипида «самым трагическим среди поэтов». Мастером комедии заслуженно считался Аристофан («Облака», «Осы», «Лягушки»). Драматические произведения древних греков до сих пор остаются в репертуаре многих театров, они неоднократно экранизировались.

### Музыка
Важное место в жизни эллинов занимала музыка. Образы музыкантов представлены в древнегреческой мифологии (Орфей, Пан, Марсий), изображения музыкантов сохранились на греческих вазах и в виде скульптур. В Греции существовали специальные коллегии (объединения) певцов, музыкантов, танцоров; музыка звучала во время торжеств, ритуалов, игр, сопровождала театральные действия. Музыкальный инструментарий был представлен струнными щипковыми (кифара, лира), а также духовыми инструментами (авлос, флейта Пана).
Древнегреческими мыслителями были изучены важнейшие акустические закономерности (Пифагор, Аристоксен), разработана детальная ладовая система и система нотации, вместе с тем значительное место в трудах философов уделено и музыкально-эстетическим (Платон, Аристотель). Музыкальная культура древних греков предшествовала культовой музыке христианской Европы следующих веков (византийская музыка, григорианские песнопения) и в значительной мере определила дальнейшее развитие европейской музыки, дав большинству европейских языков также и сам термин — «музыка» (от муз).

### Архитектура

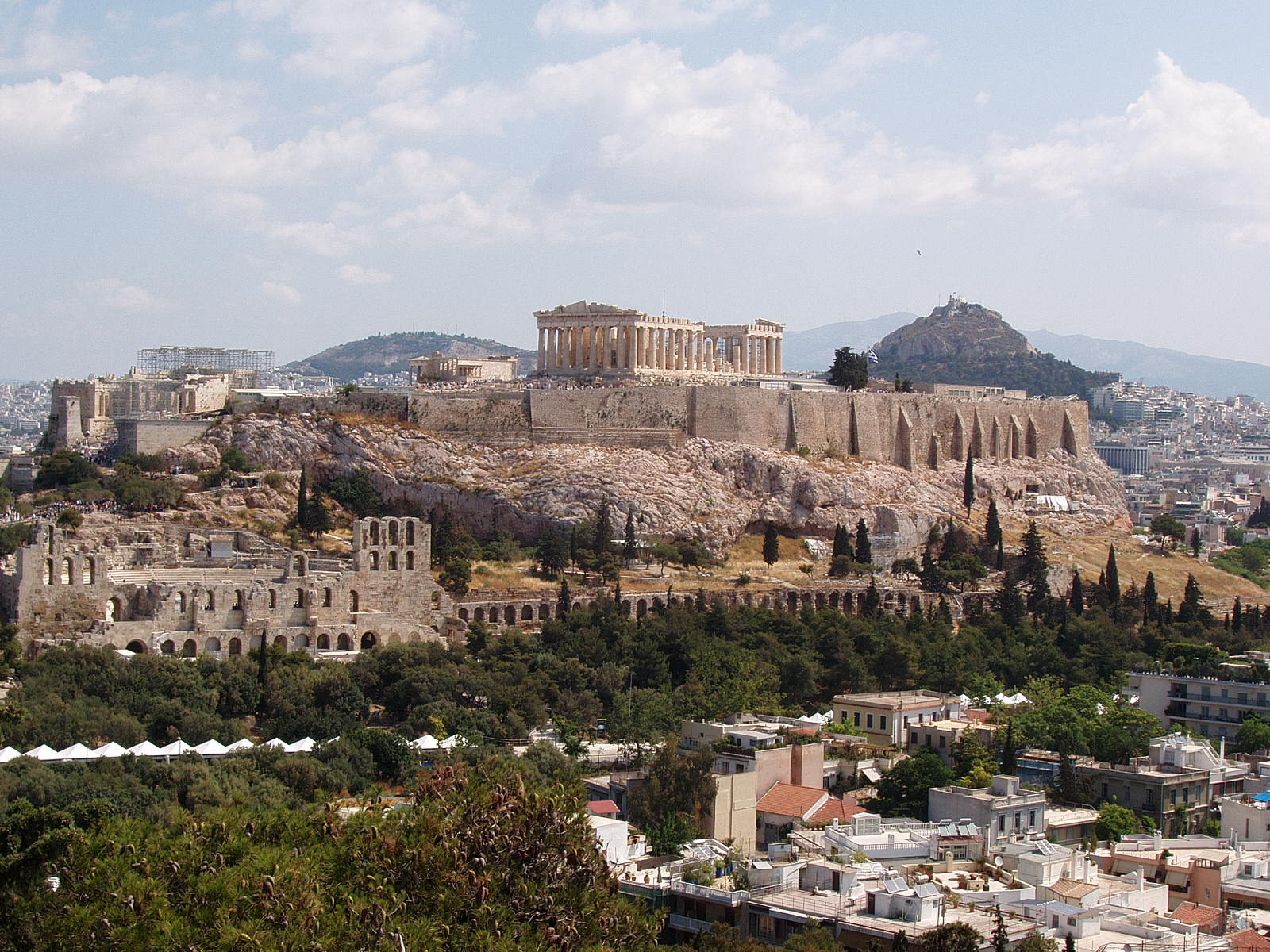
Афинский акрополь

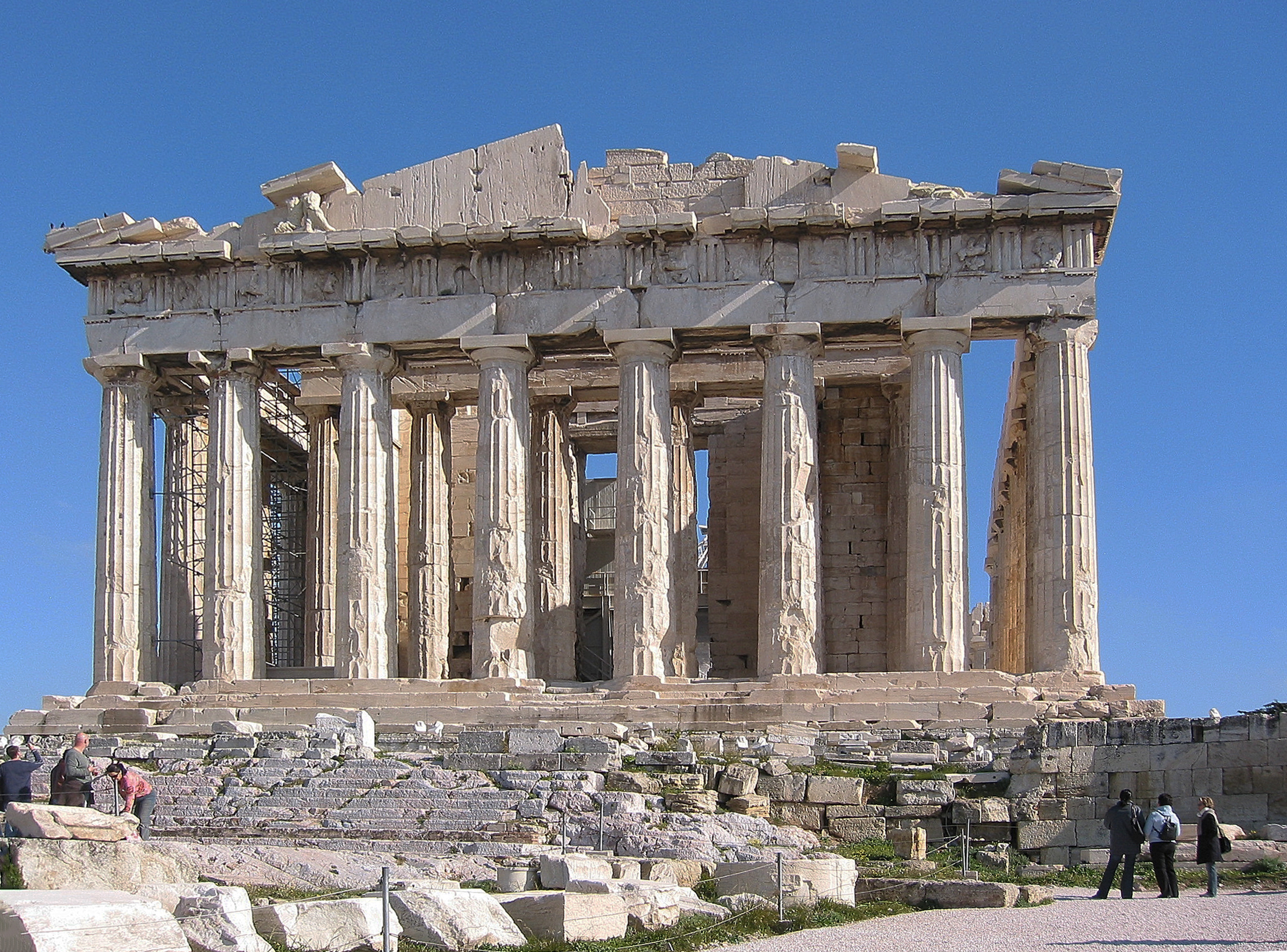
Парфенон

В условиях рабовладельческой демократии создаётся целостная среда городов-государств. Развивается система регулярного планирования города (Гипподамова система), с прямоугольной сеткой улиц, площадью — центром торговой и общественной жизни. Культовым и архитектурно-композиционным ядром города был храм, который строился на вершине акрополя — возвышенной и укреплённой части города. Эллины выработали совершенно другой, чем в древневосточной цивилизации, тип храма — открытый, светлый, который прославлял человека, а не внушал трепет. В архитектуре присутствует человеческое метрическое начало. Математический анализ пропорций древнегреческих храмов показал, что они соответствуют пропорциям человеческой фигуры. Классический греческий храм был прямоугольным в плане, со всех сторон окружённый колоннадой. Крыша была двускатной. Треугольные плоскости, образовавшиеся из фасадов — фронтоны — как правило, украшались скульптурными изображениями.
Греческую архитектуру отличает чистота и единство стиля. Было создано три основных архитектурных ордера («ордер» — в переводе с греческого «порядок») — они различаются типами колонн и перекрытий, пропорциями, декоративным убранством. Дорический и ионический стили возникли в полисный период. Коринфский ордер — появляется в эпоху эллинизма.
Наиболее совершенным архитектурным ансамблем классической Греции был Афинский акрополь. Он был сооружён во второй половине V века до н. э. в период наибольшего могущества Древних Афин. Холм Акрополис, что возвышается на 150 м над уровнем моря, издавна был крепостью, а затем местом главных культовых сооружений. Однако во время персидского нападения все они подверглись разрушению. Перикл, что добился переноса в Афины казны Афинского морского союза, в который входили многие древнегреческие полисы, стал инициатором грандиозной реконструкции Акрополя. Работами руководил личный друг Перикла — выдающийся скульптор Фидий. Отличительная черта этого комплекса — чрезвычайная гармоничность, которая объясняется единством замысла и короткими для таких масштабов сроками строительства (примерно 40 лет).
Парадный вход в Акрополь — Пропилеи — возведён архитектором Мнесиклом. Позже перед ними на искусственно увеличенном выступе скалы был построен небольшой Храм Ники Аптерос (Ники Бескрылой) — символ того, что богиня победы никогда не покинет город. Главный храм Акрополя — беломраморный Парфенон — храм Афины Парфенос (Афины Девы). Его архитекторы — Иктин и Калликрат — задумали и спроектировали строение настолько пропорциональное, что оно, выделяясь как безусловно самое величественное сооружение комплекса, при этом своими размерами не тяготеет над другими. В старину в центре Акрополя на постаменте, в золотых доспехах, возвышалась грандиозная фигура Афины Паллады (Афины Воительницы) работы Фидия. Эрехтейон — храм, посвящённый Посейдону, который в мифологии соперничал с Афиной за право покровительствовать городу. Знаменит в этом храме портик кариатид. Портиком называют открытую с одной стороны галерею, которая опирается на колонны, а в Эрехтейоне колонны заменены шестью мраморными фигурами девушек-кариатид. Римский историк Плутарх писал об сооружения Акрополя: « .. их вечная новизна спасла их от прикосновения времени».
Архитектура эллинистических полисов продолжала греческие традиции, но наравне с постройкой храмов больше внимания стало уделяться гражданскому строительству — архитектуре театров, гимназий, дворцов эллинистических правителей. Внутреннее и внешнее оформление зданий стало богаче и разнообразнее. К этому времени относится возведение таких прославленных «чудес света», как гробница царя Мавзола в Галикарнасе и Фаросский маяк на входе в Александрийскую гавань, храм Диониса в Теосе — творение Гермогена.

### Изобразительное искусство

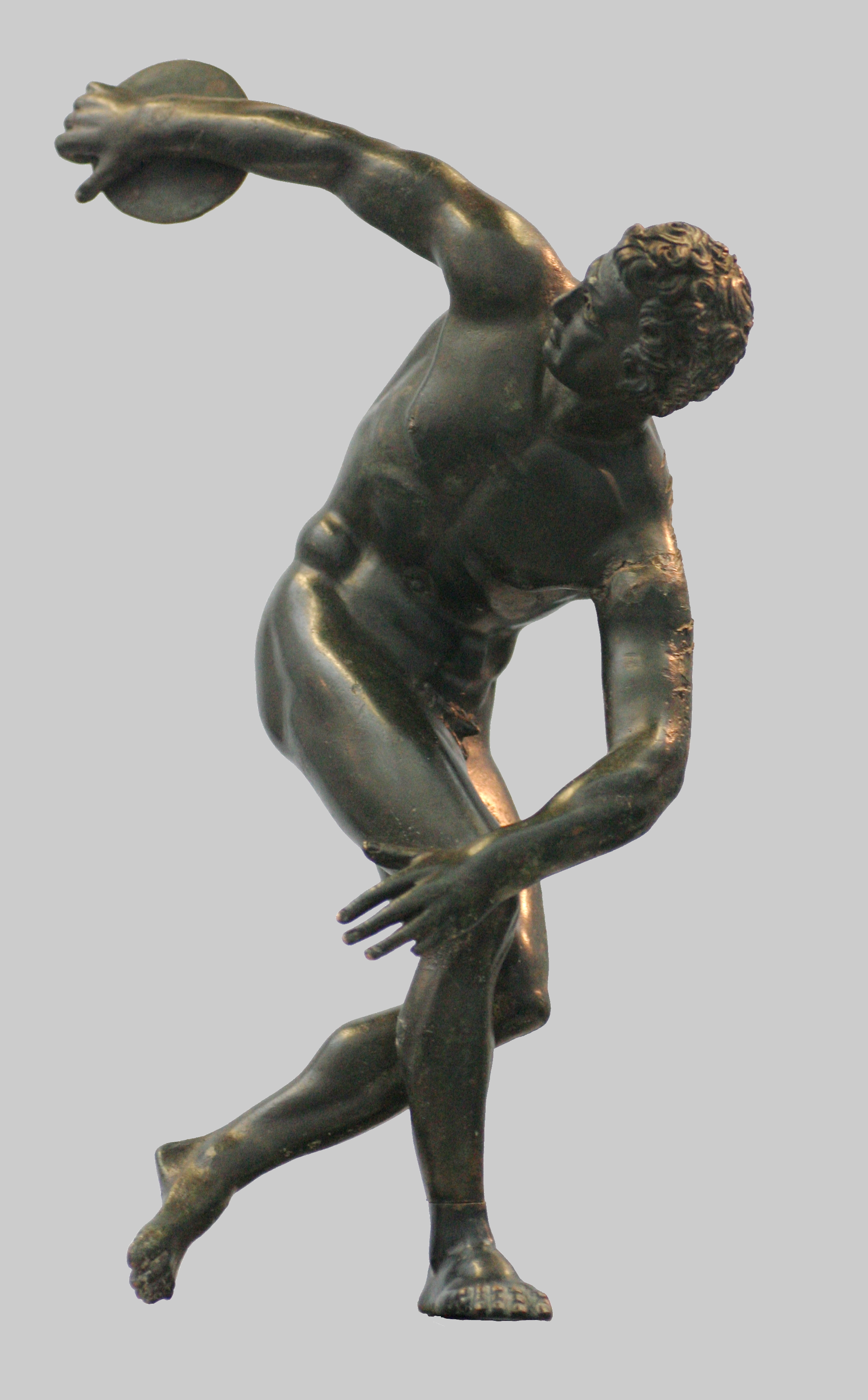
Дискобол, Мирон, Глиптотека, Мюнхен

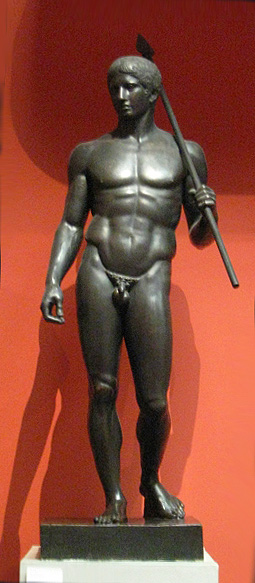
Дорифор Поликлета Старшего

Скульптура была любимым видом искусства эллинов. Статуи богов сооружались в храмах и на городских площадях, ставились победителям Олимпийских игр и крупным драматургам. Овладение, очень постепенное, совершенством в этом виде искусства восходит к архаическим временам. Археологами найдены десятки очень похожих друг на друга архаичных статуй двух типов: куросы — статуи обнажённых юношей и коры — драпированные женские статуи. Эти фигуры выглядят ещё очень скованно, можно увидеть только попытки передать живое движение.
Шедевры скульптуры, которыми не устаёт восхищаться человечество, дала миру эпоха древнегреческой классики. Современниками были большие мастера Фидий, Мирон, Поликлет Старший. Фидия современники называли «творцом богов». Доныне его главные работы не дошли, судить о них можно только по восторженным описаниям и римским копиям. Статуя Зевса, облицованная золотом и слоновой костью, что находилась в главном храме Зевса в Олимпии, была справедливо причислена современниками к семи чудесам света. Он же создал выдающиеся барельефы и скульптуры Парфенона, в том числе главную статую — Афины Парфенос (Афина-девы).
Мирон достиг высот в стремлении передать в скульптурном изображении движение человека. В его знаменитом Дискоболе впервые в искусстве разрешена задача передачи момента перехода от одного движения к другому, преодолена статичность. В то же время, в соответствии с общим эстетическим идеалом, лицо атлета скульптор изображает абсолютно спокойным. Поликлету принадлежит цикл статуй спортсменов — победителей Олимпийских игр. Самая известная фигура — Дорифор (молодой человек с копьём). Поликлет теоретически обобщил опыт своего мастерства в трактате «Канон». Известнейшим творцом женских скульптурных образов был Пракситель. Его Афродита Книдская вызвала множество подражаний. Пропорциональность классических скульптур стала образцом для мастеров многих эпох.
Эпоха завоевания Александра Македонского, последующего краха его империи, полная страстей, взлётов и падений человеческих судеб целых государств, принесла новую атмосферу в искусство. Если сравнивать скульптуры эпохи эллинизма с предыдущим, классическим периодом, то их вид потерял невозмутимость, спокойствие. Художников (Апеллеса, Протогена и др.) начали интересовать душевные порывы, метание людей, их состояние в трагические моменты (например, скульптурная группа Лаокоона). Появляются скульптурные портреты, которые передают индивидуальные черты. Ярким было творчество Скопаса (до нас сохранился скульптурный портрет Александра Македонского). Успехи науки расширили технические возможности искусства. Одно из «семи чудес света» — Колосс Родосский, что представлял собой бронзовую статую бога Солнца Гелиоса (высота колосса была около 35 м).
Живописные произведения (фрески, картины) время не сохранило, но об их уровне позволяет судить замечательная вазовая живопись, а также поразительные фрески так называемых «могил» Персефоны и Филиппа Второго в Виргине (Македония). С совершенствованием керамической технологии рос её художественный уровень: для архаики характерен так называемый чернофигурный стиль изображения (рисовались тёмные фигуры на светлом фоне), который в классическую эпоху сменился краснофигурным, что сделал изображения более реалистичными.

## Право
Греция не оставила записей права в трудах своих юристов; последних, в нашем или римском смысле, она совсем не знала.
Сведения о древнегреческом праве черпаются поэтому только: 1) из отрывочных известий о у различных греческих писателей — известий далеко не равной цены и достоверности, и 2) из дошедших до нас надписей. Среди первых наиболее важны сочинения ораторов и между ними в особенности юридические речи Демосфена, сообщающие ряд фактов о современном ему состоянии древнегреческого права и его история, Исея, дающего ценные сведения преимущественно о наследственном праве, Лисия, Исократа и Эсхина. Платон, Аристотель, Теофраст дают в своих сочинениях целую массу сведений о положительном праве Греции, которое, несомненно, коренным образом повлияло и на их философские представления о законах. За философами и моралистами следуют поэты (Гомер, Гесиод, Еврипид, Аристофан), историки (Геродот, Фукидид, Ксенофонт, Полибий) и лексикографы, у которых, однако, в общем всё-таки меньше сведений о праве, чем можно было бы ожидать. Главный недостаток этих сведений тот, что все они, за немногими исключениями, — не точная передача норм права, а их субъективный пересказ.

## Города

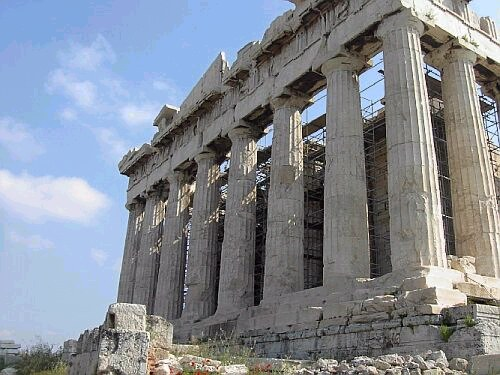
Афинский Парфенон

В городах Древней Греции допускали роскошь только для общественных построек. Частные жилища были очень скромны и лишены даже самого незначительного комфорта. Городские улицы, узкие и извилистые, загромождённые вдобавок выступами и балконами первых этажей, были почти недоступны для солнца.
Афины в особенности долго сохраняли самый жалкий внешний вид. Город был сожжён во время персидских войн, но его снова отстроили с той же небрежностью. Улицы по-прежнему имели случайное направление, а дома населённых кварталов оставались маленькими и неудобными. Чужеземцы отзывались об Афинах с презрением. Сам Демосфен смотрел с удивлением на бедные жилища Мильтиада, Аристида и Фемистокла. Но мало-помалу роскошь проникла и в частные жилища. Городская стена была отодвинута, были разбиты новые кварталы.
Архитектор Гипподам Милетский произвёл целый переворот в деле постройки городов. При своих работах в Пирее, Туриуме и на Родосе он старался располагать улицы по правильному плану и строить дома в одну линию. Платон ссылается на новые правила, направленные против собственников. В Афинах астиномы и ареопаг были обязаны наблюдать за исправным содержанием домов, заставлять чинить и возбуждать дела по поводу всяческих нарушений. Почти все города — Афины и Мегара, Сцион и Потидея, Самос и Сарды — были окружены большими предместьями, где роскошь была наиболее заметна. Чтобы понять эту перемену, достаточно сравнить в Афинах старые кварталы Пникс и Ареопаг с новыми кварталами Керамиком и Дипилоном: место тесных трущоб заняли настоящие жилища. Но было трудно перестроить торговые улицы города и увеличить количество домов на них. Поэтому богатые предпочитали селиться за городом. Фукидид и Исократ утверждают, что в их времена красивые жилища надо было искать вне городских стен. В IV веке Демосфен приходит в ужас от возраставшей роскоши частных домов. Однако главным образом этот новый вкус нашёл проявление в колониях, в заморских странах, и именно там эллинское жилище достигло своего апогея в V и IV веках, во дворцах тиранов и царей.
В богатых домах перед жилищем находился, как правило, забор, выходивший на улицу. Свободное пространство между этим забором и дверью служило проходом, или сенями, часто украшавшимися живописью, надписями, отвращающими от дома воров и злую судьбу, древними изображениями Гекаты, Гермеса и жертвенником Аполлона Эгейского.

### Комментарии
1. ↑  По мнению британского историка Томаса Мартина, понятие архаической эпохи, относится больше к истории искусства. Мартин пишет[12]:
Исследователи древнегреческого искусства, исходя из своих критериев прекрасного, которые ныне не считаются абсолютными, полагали стиль произведений искусства того периода более архаичным по сравнению с более естественным искусством V и IV вв. до н. э. Историки искусства считали скульптуру и архитектуру последующего периода эталоном красоты и потому назвали его классической эпохой.

### Сноски
1. ↑  Энциклопедия. Всемирная История. Греция Древняя (Эллада, греч. Ἑλλάς) (недоступная ссылка — история). https://w.histrf.ru/. Дата обращения: 16 мая 2019.
2. ↑  Греция Древняя : [арх. 15 июня 2024] / Фролов Э. Д., Шичалин Ю. А. и др. // Гермафродит — Григорьев [Электронный ресурс]. — 2007. — С. 705—729. — (Большая российская энциклопедия : [в 35 т.] / гл. ред. Ю. С. Осипов ; 2004—2017, т. 7). — ISBN 978-5-85270-337-8.
3. ↑  История Древней Греции. http://www.hist.msu.ru/. Дата обращения: 16 мая 2019. Архивировано 29 июля 2019 года.
4. 1 2  Греция Древняя / Колобова К. М. // Гоголь — Дебит. — М. : Советская энциклопедия, 1972. — (Большая советская энциклопедия : [в 30 т.] / гл. ред.  А. М. Прохоров ; 1969—1978, т. 7).
5. ↑  Греки : [арх. 27 ноября 2022] / Новик А. А. // Большая российская энциклопедия [Электронный ресурс]. — 2016.
6. ↑  История Древнего мира. Учебник и практикум для академического бакалавриата / Под общ. ред. Кудрявцевой Т.В.. — Москва: Юрайт, 2018. — 437 с. — ISBN 978-5-534-05055-4.
7. ↑  Χατζιδάκη, Γ. Ελλάς και Έλληνες (греч.) // Ημερολόγιον της Μεγάλης Ελλάδος. — 1925. — Σ. 97.
8. ↑  Αυγητίδης, Μάρκος. Γραικός, Γραικοί και Έλληνες (греч.). Portal for the Greek language and language education (1998). Дата обращения: 8 декабря 2018. Архивировано 9 декабря 2018 года.
9. ↑  История древнего мира / Под ред. И. М. Дьяконова, В. Д. Нероновой, И. С. Свенцицкой. Отв. ред. И. М. Дьяконов. — «Наука», 1983. — Т. 1. — 384 с карт. с. Архивировано 18 августа 2019 года.
10. ↑  Всемирная история. Энциклопедия в 14 т.. — Гв-Ж-М: ОЛМА-ПРЕСС Образование, 2006. — Т. 3. — ISBN 5-94849-891-3.
11. ↑  Андреев Ю. В. Крито-микенский мир. https://labyrinthos.ru/. Дата обращения: 16 мая 2019. Архивировано 18 августа 2019 года.
12. ↑  Мартин, 2020, Архаическая эпоха, с. 115.

### Исторические материалы
- Эллада : Очерки и картины Древней Греции для любителей классической древности и для самообразования / Соч. д-ра Вильгельма Вегнера. — 4-е изд., рус., испр. и знач. доп., под ред. проф. В. И. Модестова. — СПб.: т-во М. О. Вольф, ценз. 1900. — IV—X, 1012, VIII с., 9 л. ил., карт.: ил.; 23
- Тюменев А. Введение в экономическую историю Древней Греции Архивная копия от 18 марта 2022 на Wayback Machine — Петроград; М.: Книга, [1923]. — 48 с. — (Культурно-просветительная библиотека. Третья ступень знания. Сер. Экономическая).
- История народов и республик Древней Греции. часть 1 / изложенная Константином Арсеньевым. — в Типографии Медицинскаго Департамента Министерства Внутренних Дел, 1825. — 464 с.
- История народов и республик Древней Греции. Часть 2. Содержащая в себе времена от конца войны Пелопонезской до покорения Греции римлянами / изложенная Константином Арсеньевым. — В типографии медицинского департамента Министерства внутренних дел, 1826. — 424 с.
- Тюменев А. Очерки экономической и социальной истории Древней Греции. Т. 1 : Революция — Петербург: Гос. изд-во, 1920. — [2], 179 с.
- Томас Мартин. Древняя Греция. От доисторических времён до эпохи эллинизма = Thomas R. Martin. Ancient Greece: From Prehistoric to Hellenistic Times. — Москва: Альпина нон-фикшн, 2020. — 472 с. — ISBN 978-5-00139-246-0.